# Колксвіль (Арканзас)
Колксвіль (англ. Caulksville) — місто (англ. town) в США, в окрузі Логан штату Арканзас. Населення — 154 особи (2020).

## Географія
Колксвіль розташований на висоті 119 метрів над рівнем моря за координатами 35°18′7″ пн. ш. 93°52′4″ зх. д. / 35.30194° пн. ш. 93.86778° зх. д. (35.301849, -93.867806). За даними Бюро перепису населення США в 2010 році місто мало площу 3,47 км², з яких 3,43 км² — суходіл та 0,04 км² — водойми.

## Демографія
Згідно з переписом 2010 року, у місті мешкало 213 осіб у 93 домогосподарствах у складі 63 родин. Густота населення становила 61 особа/км². Було 102 помешкання (29/км²).
Расовий склад населення:
| - 97,2 % — білих - 0,9 % — корінних американців - 0,9 % — чорних або афроамериканців |

До двох чи більше рас належало 0,9 %. Іспаномовні складали 0,5 % від усіх жителів.
За віковим діапазоном населення розподілялося таким чином: 19,2 % — особи молодші 18 років, 55,0 % — особи у віці 18—64 років, 25,8 % — особи у віці 65 років та старші. Медіана віку мешканця становила 50,8 року. На 100 осіб жіночої статі у місті припадало 113,0 чоловіків; на 100 жінок у віці від 18 років та старших — 104,8 чоловіків також старших 18 років.
Середній дохід на одне домашнє господарство становив 55 106 доларів США (медіана — 33 125), а середній дохід на одну сім'ю — 63 791 долар (медіана — 41 875). За межею бідності перебувало 10,8 % осіб, у тому числі 23,8 % дітей у віці до 18 років та 7,9 % осіб у віці 65 років та старших.
Цивільне працевлаштоване населення становило 105 осіб. Основні галузі зайнятості: роздрібна торгівля — 21,9 %, транспорт — 14,3 %, будівництво — 14,3 %.
За даними перепису населення 2000 року в Колксвілі мешкало 233 особи, 67 сімей, налічувалося 97 домашніх господарств і 103 житлових будинки. Середня густота населення становила близько 66,6 людини на один квадратний кілометр. Расовий склад Колксвіля за даними перепису розподілився таким чином: 96,14 % білих, 1,72 % — чорних або афроамериканців, 1,29 % — корінних американців, 0,86 % — представників змішаних рас. Іспаномовні склали 0,86 % від усіх жителів містечка.
З 97 домашніх господарств в 27,8 % — виховували дітей віком до 18 років, 56,7 % представляли собою подружні пари, які спільно проживали, в 12,4 % сімей жінки проживали без чоловіків, 29,9 % не мали сімей. 26,8 % від загального числа сімей на момент перепису жили самостійно, при цьому 14,4 % склали самотні літні люди у віці 65 років та старше. Середній розмір домашнього господарства склав 2,40 особи, а середній розмір родини — 2,91 особи.
Населення містечка за віковим діапазоном за даними перепису 2000 року розподілилося таким чином: 24,5 % — жителі молодше 18 років, 7,3 % — між 18 і 24 роками, 23,2 % — від 25 до 44 років, 25,3 % — від 45 до 64 років і 19,7 % — у віці 65 років та старше. Середній вік мешканця склав 42 роки. На кожні 100 жінок в Колксвілі припадало 84,9 чоловіків, у віці від 18 років та старше — 81,4 чоловіків також старше 18 років.
Середній дохід на одне домашнє господарство в містечкі склав 30 000 доларів США, а середній дохід на одну сім'ю — 33 250 доларів. При цьому чоловіки мали середній дохід в 30 729 доларів США на рік проти 18 125 доларів середньорічного доходу у жінок. Дохід на душу населення в містечкі склав 21 428 доларів на рік. 13,9 % від усього числа сімей в населеному пункті і 13,7 % від усієї чисельності населення перебувало на момент перепису населення за межею бідності, при цьому 18,2 % з них були молодші 18 років і 18,6 % — у віці 65 років та старше.